# Công ước Bern
Công ước Berne về bảo hộ các tác phẩm văn học và nghệ thuật, còn được gọi ngắn gọn là Công ước Berne (phát âm tiếng Việt: Công ước Bơn hay Công ước Béc-nơ), được ký tại Bern (Thụy Sĩ) năm 1886, lần đầu tiên thiết lập và bảo vệ quyền tác giả giữa các quốc gia có chủ quyền. Nó được hình thành sau các nỗ lực vận động của Victor Hugo. Trước khi có công ước Bern, các quốc gia thường từ chối quyền tác giả của các tác phẩm ngoại quốc. Ví dụ, một tác phẩm xuất bản ở một quốc gia được bảo vệ quyền tác giả tại đó, nhưng lại có thể bị sao chép và xuất bản tự do không cần xin phép tại quốc gia khác.
Các quốc gia tuân thủ công ước Bern công nhận quyền tác giả của các tác phẩm xuất bản tại các quốc gia khác cùng tuân thủ công ước này. Quyền tác giả, theo công ước Berne là tự động: không cần phải đăng ký tác quyền, không cần phải viết trong thông báo tác quyền. Ngoài ra, những quốc gia ký công ước Berne không được đặt ra các thủ tục hành chính sách nhiễu các tác giả trong việc thụ hưởng tác quyền. (Các quốc gia ký công ước Bern vẫn có quyền áp đặt các luật lệ riêng cho các tác giả trong nước họ hoặc từ những nước không ký công ước này).
Công ước Berne cho phép tác giả được hưởng tác quyền suốt đời cộng thêm tối thiểu 50 năm sau đó. Tuy nhiên các quốc gia tuân thủ công ước được phép nâng thời hạn hưởng tác quyền dài hơn, như Cộng đồng châu Âu đã làm năm 1993. Hoa Kỳ cũng gia hạn tác quyền, như trong Đạo luật Kéo dài Bản quyền Sonny Bono năm 1998.
Một số nước tuân thủ phiên bản cũ của công ước Bern cho phép tác giả được hưởng suốt đời cộng 70 năm. Thời hạn này có thể giảm đối với một số loại tác phẩm nghệ thuật (như điện ảnh) hoặc đối với các tác phẩm là công trình của một cơ quan thì thời hạn tác quyền là 95 năm sau lần xuất bản đầu tiên.
Ngày 26 tháng 7 năm 2004, chính phủ Việt Nam đã nộp văn kiện gia nhập Công ước Berne. Trong văn kiện này, nước Cộng hoà Xã hội Chủ nghĩa Việt Nam tuyên bố bảo lưu các quy định tại Điều 33(1) của Công ước Berne và áp dụng chế độ ưu đãi dành cho các nước đang phát triển theo Điều II và Điều III của Phụ lục Công ước Berne. Công ước Berne có hiệu lực tại Việt Nam kể từ ngày 26 tháng 10 năm 2004.

## Lịch sử
Công ước Berne đã được sửa chữa vài lần: Berlin (1908), Roma (1928), Brussels (1948), Stockholm (1967) và Paris (1971). Từ năm 1967, Công ước Berne được quản lý bởi Tổ chức Sở hữu Trí tuệ Thế giới (World Intellectual Property Organization, viết tắt là WIPO).
Gần như tất cả các quốc gia thành viên của Tổ chức Thương mại Thế giới (WTO) tuân thủ hầu hết các điều khoản của công ước này, theo thỏa thuận TRIPs.
Cho đến ngày 20 tháng 11 năm 2004, có 157 quốc gia đã ký Công ước Berne.